# Kondensatorbatterie

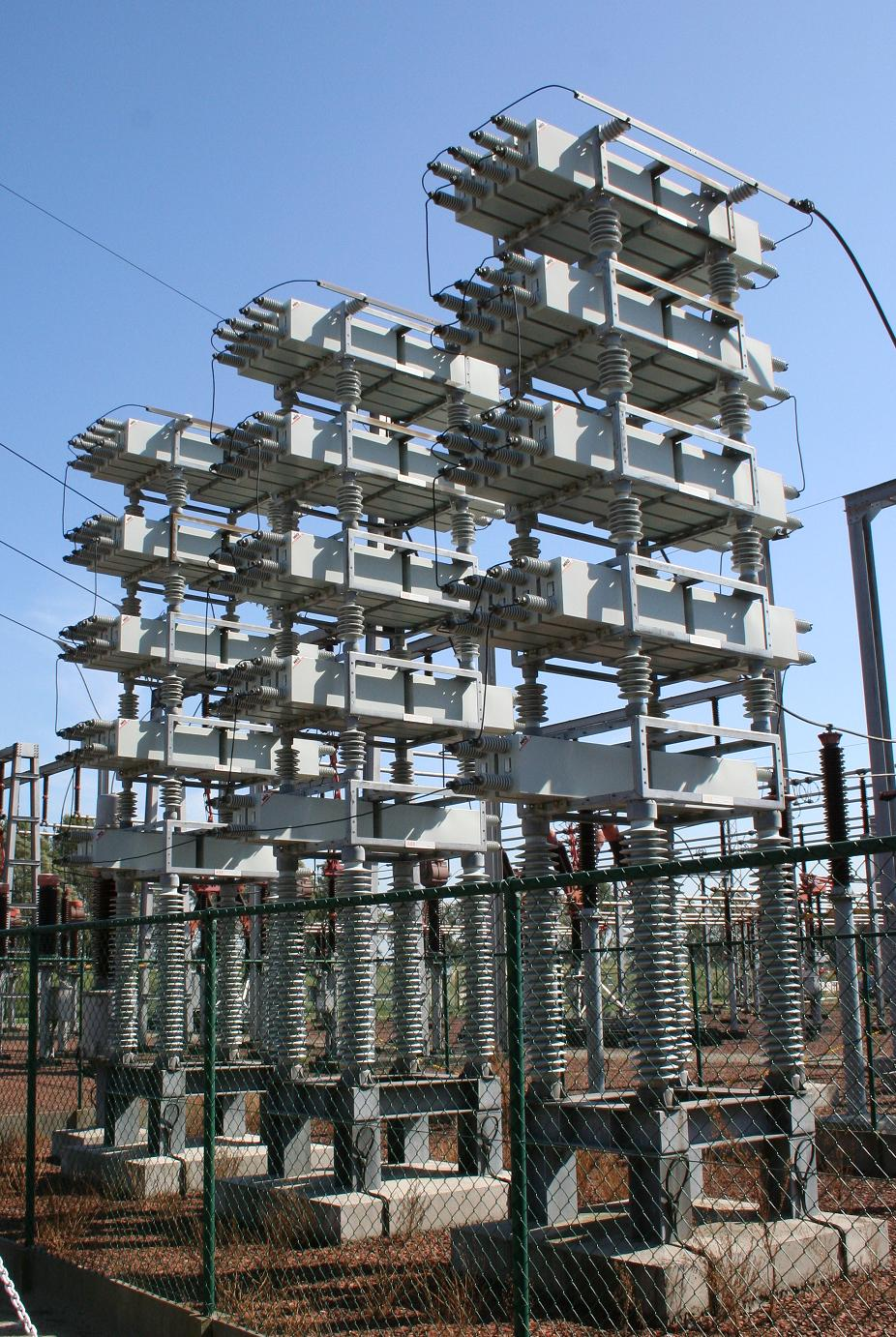
Kondensatorbatterie in einem Umspannwerk für 150 kV mit 150 Mvar

Eine Kondensatorbatterie entsteht durch Zusammenschalten (in Reihe und/oder parallel) von mehreren Kondensatoren, wodurch eine höhere Betriebsspannung, bei in Summe kleinerer Gesamtkapazität, oder bei Parallelschaltung eine höhere Kapazität erzielt wird. Es kann auch eine Kombination aus Reihe- und Parallelschaltung vorliegen.
Kondensatorbatterien aus Leistungskondensatoren für Hochspannung, wie in nebenstehender Abbildung, dienen in Wechselspannungsnetzen zur elektrischen Energieversorgung zur Steuerung der Blindleistung.
In Anwendungen mit Gleichspannung kann die in Kondensatorbatterien gespeicherte Energie viel schneller als von chemischen  Akkumulatoren abgegeben werden, weil ein Kondensator die Energie im elektrischen Feld speichert und sie nicht aus chemischen Prozessen gewinnen muss.
Die „grüne“ keramische Kondensator-Festkörperbatterie lässt allerdings noch auf sich warten.